# Chrome (videogioco)
Chrome è un videogioco di genere sparatutto in prima persona (FPS-First Person Shooter) per Microsoft Windows, sviluppato da Techland e distribuito da Strategy First nel 2003. Ha un'ambientazione di tipo space opera militare (con forti analogie con la celebre serie Halo di Microsoft); in questo caso, il protagonista è un mercenario e cacciatore di taglie spaziale. Come in Halo, il protagonista può pilotare diversi tipi di veicoli militari.
Da un punto di vista tecnico, una caratteristica insolita del gioco è che parte di esso è stata sviluppata in Java.

## Trama
Il protagonista (ed unico personaggio giocabile) è Bolt Logan, membro delle forze armate denominate SpecForce. Logan, nel corso della prima missione, viene però tradito dal suo amico e collega che tenterà di ucciderlo. Arriva in soccorso la mercenaria Carrie che salverà Logan dalla trappola tesagli dall'ormai ex-collega. Caduto in disgrazia, il protagonista diventerà un mercenario e, al fianco di Carrie, viaggierà nello spazio alla ricerca di lavori da mercenario. Per restare al passo con le nuove tecnologie, Logan fa installare sul proprio corpo delle nanotecnologie che incrementano la potenza sensoriale (sarà infatti possibile nel gioco aumentare per un periodo di tempo limitato massa muscolare, visibilità, resistenza, proprio grazie a queste tecnologie). Durante una missione atta a sgominare una banale banda di pirati spaziali Logan intuisce la presenza di qualcosa di losco, un piano malvagio attuato da una grande compagnia mineraria (il guadagno maggiore delle aziende deriva infatti dall'estrazione del misterioso minerale Chrome) ai danni di altre compagnie. Scopre anche a protezione di questa malvagia compagnia si cela l'ex-collega traditore che nelle missioni finali dovrà affrontare ed uccidere.
Il finale vero e proprio è suddiviso in tre parti che il protagonista potrà giocare a seconda delle scelte che decide di fare. Ci si troverà infatti a dover decidere tra il proteggere i minatori di un pianeta che vogliono amministrarsi da soli, una società che li vuole rilevare e prendersi il pianeta e la compagnia malvagia che li vuole massacrare tutti.